# قلوب شابة (فلم 2024)
قلوب شابة (بالإنجليزية: Young Hearts) هو فيلم دراما رومانسي لمرحلة البلوغ من إخراج وسيناريو أنتوني شاتمان، وهو أول فيلم روائي طويل له. يروي الفيلم قصة الصبي إلياس (14 سنة)، يقع في حب جاره الجديد، ألكسندر، وهو في مثل عمره.
عرض لأول مرة في 17 فبراير 2024، وترشح للمنافسة على جائزة الدب الكريستالي لأفضل فيلم خلال الدورة 74 لمهرجان برلين السينمائي الدولي. والفيلم من إنتاج ألماني بلجيكي مشترك.

## الممثلون
- لو غوسينس بدور المراهق إلياس

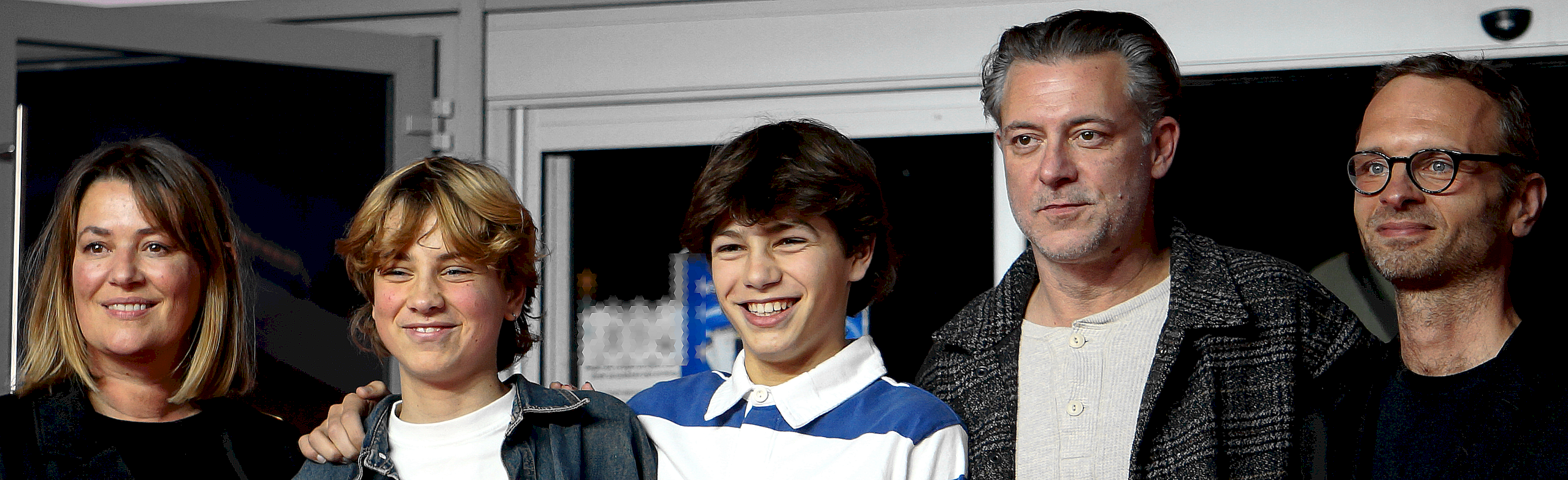
فريق العمل مع أبطال الفيلم

- ماريوس دي سايغر بدور المراهق أليكسندر
- غيرت فان رامبيلبيرغ بدور لوك (والد إلياس)
- إميلي دي رو بدور ناتالي (والدة إلياس)
- ديرك فان ديك بدور فريد (جد إلياس)
- سار روجيرز بدور فاليري (صديقة ألكسندر والصديقة الحميمة لإلياس)
- غول غوسينس بدور مكسيم (شقيق إلياس)
- ويم أوبروك بدور العم توني (عم أليكسندر)
- فلورنس هيبيلينك بدور العمة بيا (عمة أليكسندر)
- أوليفييه إنغلبرت بدور مارك (والد أليكسندر)
- لاديفا لايف بدور لاديفا (مغني بلباس امرأة في بروكسل)

## الاستقبال
حقق الفيلم على موقع تجميع المراجعات روتن توميتوز نقد إيجابي بنسبة 100% من 17 مراجعة ناقدة، وبنتيجة 7.6/ 10 من التقييم العام.
كتبت أورور إنجيلين، التي راجعت الفيلم في مهرجان برلين السينمائي لصالح سينيروب، "إن فيلم قلوب شابة هو قصة حقيقية عن مرحلة البلوغ، تعمل على إثراء مجموعة الأفلام العائلية الحالية بقصة حب غريبة ورائعة."
كما أشادت كاثرين براي من مجلة فارايتي ببطل الفيلم المراهق لو غوسينس، ووصفته بأنه "طبيعي وقادر على نقل دلالات خفية من الاضطراب الداخلي، رغم صغر سنه". وأشادت بإخراج المخرج أنتوني شاتمان، وكتبت: "طريقته بالإخراج فيها الكثير من الهدوء والثقة، بطريقة لا تتوفر دائمًا في الأعمال الأولى". واختتمت مراجعتها قائلةً: "على الرغم من أن فيلم "قلوب شابة" ألطف وأقل إثارة للدموع، إلا أنه يتمتع بصدق عاطفي حقيقي ومُعاش، مما يحقق أهدافه بالكامل".
ومنحت هايلي كروك، التي راجعت الفيلم في مهرجان برلين السينمائي، تقييم 3.5 نجمة من أصل 5. وكتبت: "يجسد فيلم قلوب شابة مشاعر الحب الأول بكل تفاصيله". واختتمت كروك قائلةً: "على الرغم من كونه قصة حب، إلا أن الفيلم في الواقع قصة عن اكتشاف الذات كمراهق والقرارات التي يتعين عليك اتخاذها في سعيك لاكتشاف ذاتك".